# زيوديتو

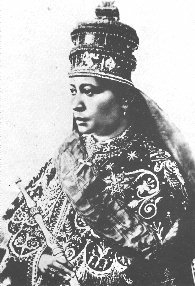

زيوديتو أو زِوديتو ( Zawditu أو Zauditu أو Zäwditu )، (ولدت في 29 أبريل 1876 - توفيت في 2 أبريل 1930) هي امبراطورة إثيوبيا من 1916 إلى 1930. وأول رئيسة لدولة معترف بها دوليا في أفريقيا في القرن 19 وبداية القرن ال20 ،توفيت في ظروف غامضة.

## وصلات خارجية
- ا